# Lans (Saône-et-Loire)
Lans település Franciaországban, Saône-et-Loire megyében. Lakosainak száma 945 fő (2022. január 1.). Lans Oslon, Épervans, Ouroux-sur-Saône, Saint-Christophe-en-Bresse és Saint-Marcel községekkel határos.

## Népesség
A település népességének változása:
| Lakosok száma | 920  | 922  | 947  | 924  | 925  | 928  | 933  | 939  | 945  |
|               | 2013 | 2015 | 2016 | 2017 | 2018 | 2019 | 2020 | 2021 | 2022 |